# Spoorlijn Trenčianska Teplá – Lednické Rovne

Netkaart van de Slowaakse Spoorwegen

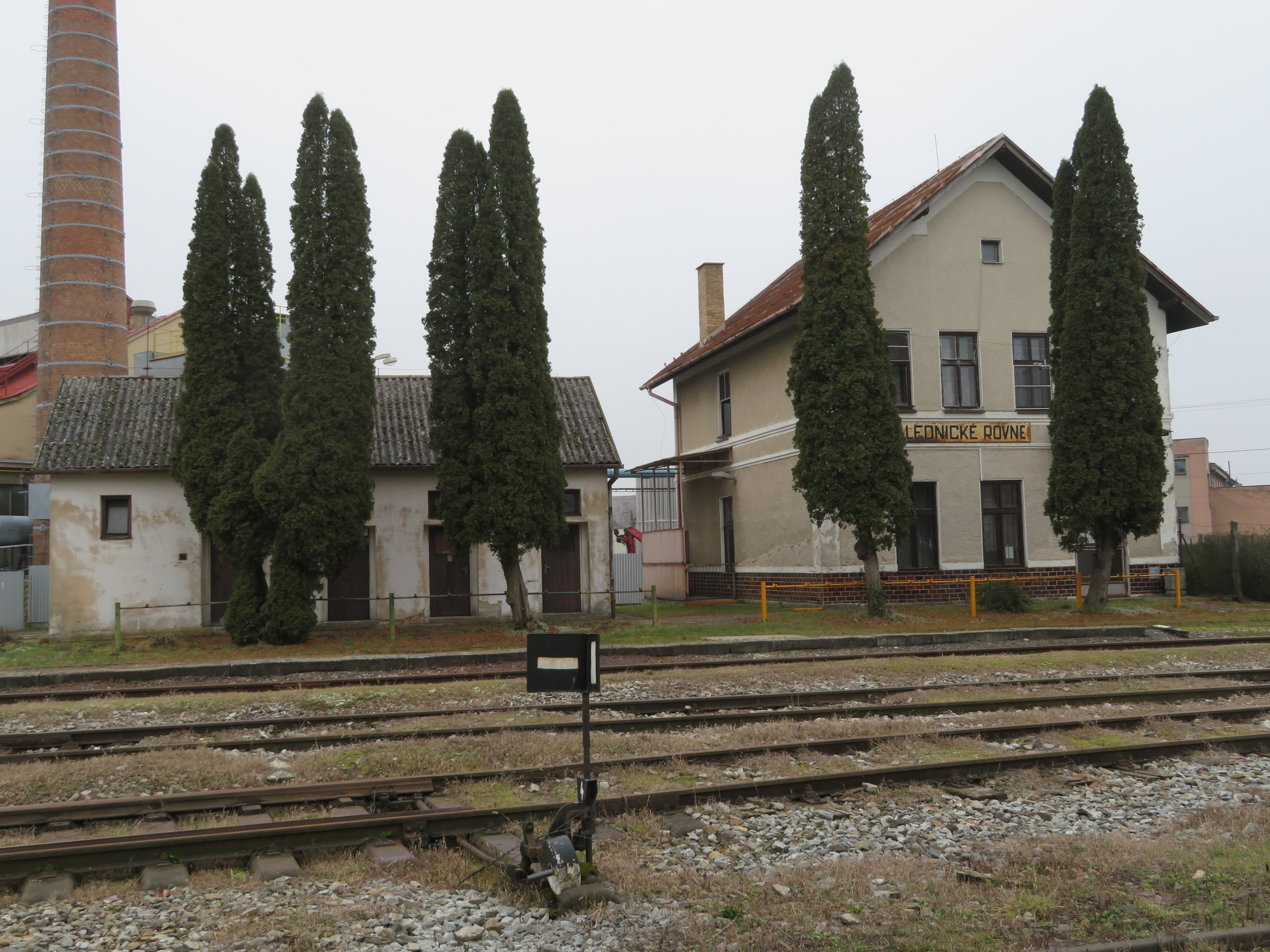
Station Lednické Rovne

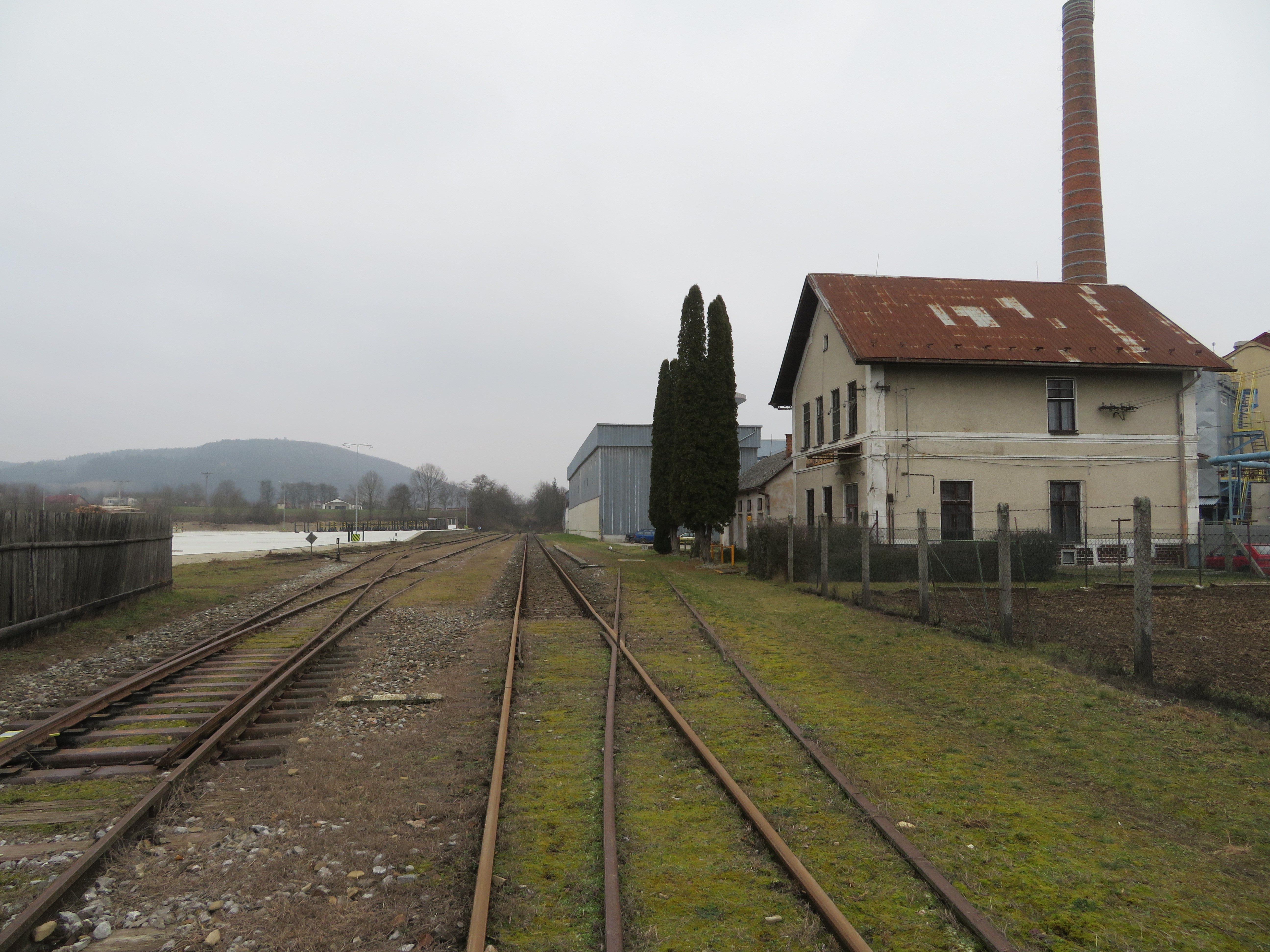
Station Lednické Rovne

De spoorlijn Trenčianska Teplá - Lednické Rovne (spoorlijn 124) is een niet-geëlektrificeerde enkelsporige secundaire spoorlijn in Slowakije die Trenčianska Teplá verbindt met Lednické Rovne via Nemšová (nummer 4 op de landkaart met de regionale spoorlijnen). De maximumsnelheid op deze lijn bedraagt 60 km/u.

## Geschiedenis
De lijn met een lengte van ruim 21 kilometer werd op 25 oktober 1910 in gebruik genomen. Anno 2023 is er nog alleen goederenverkeer. Het reizigersverkeer werd op 2 februari 2003 opgeschort, samen met het passagiersverkeer op sommige andere regionale routes. Het verkeer van reizigerstreinen was destijds goed afgestemd op de hoofdlijn Bratislava-Žilina en de reistijden waren aantrekkelijk maar ingevolge de aanleg van een parallelle snelweg voor autoverkeer (D1) nam het gebruik van het openbaar vervoer af.

## Stations en stopplaatsen
De volgende stations en stopplaatsen werden bediend:
- Trenčianska Teplá

Vertakking naar de lijnen:
- 120 (Bratislava – Žilina)
- 123 (Trenčianska Teplá – Vlársky priesmyk)

- Nemšová
- Borčice
- Bolešov
- Sedmerovec
- Pruské
- Dulov
- Horovce
- Lednické Rovne